# Cytinus hypocistis
Cytinus hypocistis là một loài thực vật có hoa trong họ Cytinaceae. Loài này được (L.) L. mô tả khoa học đầu tiên năm 1764.
Cytinus hypocistis có bốn phân loài. Nó được tìm thấy chủ yếu ở các địa điểm bao quanh biển Địa Trung Hải, và là loài điển hình cho chi Cytinus. Định dạng nhị phân đã được bảo toàn. 

## Phân phối
Cytinus hypocistis là loài bản đi ở Albania; Algeria; Crete; Croatia; Síp; Hy Lạp; Pháp (kể cả Corsica); Israel; Ý (bao gồm Sardinia và Sicily); Lebanon; Libya; Malta; Ma-rốc; Bồ Đào Nha; Tây Ban Nha (bao gồm cả quần đảo Balearic và Canary); Syria; Tunisia; Và Thổ Nhĩ Kỳ. 
Phân loài macranthus có nguồn gốc ở Bồ Đào Nha và Tây Ban Nha; Orientalis có nguồn gốc ở miền nam Hy Lạp và Crete; Và pityusensis là loài đặc hữu của Ibiza thuộc quần đảo Balearic. 

## Sử dụng
Cytinus hypocistis đã được sử dụng trong y học cổ truyền để điều trị k dys và các khối u của cổ họng, và đã được sử dụng làm chất làm se. 